# Plainview (Arkansas)
Plainview – miasto w Stanach Zjednoczonych, w stanie Arkansas, w hrabstwie Yell.